# Домкхар Ташичолинг
Домкхар Ташичолинг (дзонг-кэ དོམ་མཁར།, вайли bdom mkhar, лат. domkhar)— дворец в гевоге Чуммэй в Бумтанге, в центральном Бутане.
В двухстах метрах от дворца расположена монашеская школа Ташичолинг 27°29′15″ с. ш. 90°39′56″ в. д.

## История
Второй король Бутана Джигме Вангчук построил дворец в 1937 году, это место стало его летней резиденцией. В 2004 году дворец был отремонтирован, чтобы стать резиденцией Тонгса-пенлоп, теперь Пятого короля Бутана (Джигме Кхесар Намгьял Вангчук)  .
Монастырскую школы построил Третий король Бутана Джигме Дорджи Вангчук для Шестнадцатого Кармапы в  1968 году. Внутри имеются образцы монастырской росписи в стиле Карма Гадри, типичной для восточного Тибета.